# Mioscarta bipars
Mioscarta bipars är en insektsart som först beskrevs av Walker 1870.  Mioscarta bipars ingår i släktet Mioscarta och familjen spottstritar. Inga underarter finns listade i Catalogue of Life.